# Affaire de la prison clandestine d'Arenc
Vous lisez un « bon article » labellisé en 2023.
Pour un article plus général, voir Centre de rétention administrative en France.
L'affaire de la prison clandestine d'Arenc éclate le 16 avril 1975 à Marseille (France), lorsque l'avocat Sixte Ugolini dénonce dans une conférence de presse l'enlèvement par la police de son client Mohamed Chérif, un Marocain en situation régulière. Le grand public découvre alors l'existence dans le port de Marseille d'un hangar désaffecté situé entre le bassin d'Arenc et celui de la Grande Joliette, que la préfecture utilise en secret et en dehors de tout cadre juridique depuis plus de dix ans pour enfermer des étrangers (principalement des Algériens) en attente d'expulsion. Il préfigure les centres de rétention administrative, qui ne seront légalisés qu'en octobre 1981.
Malgré la polémique politique et l'affaire judiciaire qu'il suscite, le centre reste en activité jusqu'en 2006, puis est démoli pour laisser place à une aire de stationnement de poids-lourds. Il n'existe sur place aucune trace mémorielle.

## Septembre 1963 - avril 1975: une prison clandestine
Fin 1962, la police française cherche à limiter l'immigration algérienne à Marseille pour éviter l'afflux d'une « masse de chômeurs, de malades, de sans-logis et d'asociaux ». À partir d'avril 1963, la France contourne le régime de « libre circulation » prévu par les accords d'Evian en introduisant des « contrôles sanitaires » (il s'agit en fait plutôt de vérifier l'aptitude au travail), qui permettent de refuser l'entrée à environ 13 % des Algériens. En attendant de reprendre le bateau, les refoulés sont alors « hébergés » pour la nuit, d'abord dans un foyer derrière le port, puis à partir de septembre 1963 dans un local de 600 m2 sur le port d'Arenc, au deuxième étage d'un hangar désaffecté accessible uniquement par un escalier métallique externe,,, construit en 1917 et utilisé depuis mai 1962 pour accueillir et répartir sur le territoire les rapatriés d'Algérie.
Ces mesures « sanitaires » ne freinant pas suffisamment l'immigration, le gouvernement renégocie le principe de libre circulation : les accords Nekkache-Grandval d'avril 1964 introduisent le visa « tourisme » et l'obligation pour les ressortissants algériens de détenir un certificat de résidence en France ou une carte de travail « ONAMO » délivrée par l’Office national de la main-d’œuvre. Une clause confidentielle identifiée par le sociologue Alexis Spire prévoit une opération de « rapatriement des oisifs », :

« Les ressortissants algériens (…) sans emploi ni ressources (…) peuvent être rapatriés en Algérie par les soins du Gouvernement français, à moins que des raisons humanitaires n'y fassent obstacle. »

La circulaire du 17 avril 1964 précise que ces rapatriements sont décidés par la préfecture, sans possibilité de recours,.
À partir de mai 1964, le centre d'Arenc passe sous le contrôle direct du commissariat spécial du port,  qui dépend à l’époque des Renseignements généraux, et qui est placé sous l'autorité du commissaire Albert Payan. La rétention initialement réservée aux « non-admis » s'étend aux personnes en voie d'expulsion par arrêté ministériel (A.M.) et aux Algériens « oisifs » en voie de rapatriement par décision préfectorale (D.P.). Le ministère de l'Intérieur précise au préfet des Bouches-du-Rhône le 17 juillet 1964 que :

« Les ressortissants algériens dont il s’agit n’étant pas sous le coup d’une peine privative de liberté, il importe que durant leur séjour au centre les mesures de surveillance soient strictement limitées aux dispositions nécessaires pour prévenir leur fuite [sic]. »

La chasse aux « faux touristes algériens », puis une prétendue « lutte contre l'habitation insalubre » dont le but est en fait d'empêcher l'arrivée des femmes et enfants des Algériens installés à Marseille,, font ensuite augmenter le nombre d'expulsions : en 1965, plus de 11 400 personnes transitent par le centre d'Arenc. À la fin des années 1960, les ressortissants marocains, tunisiens, maliens et sénégalais sont de plus en plus nombreux dans le centre.

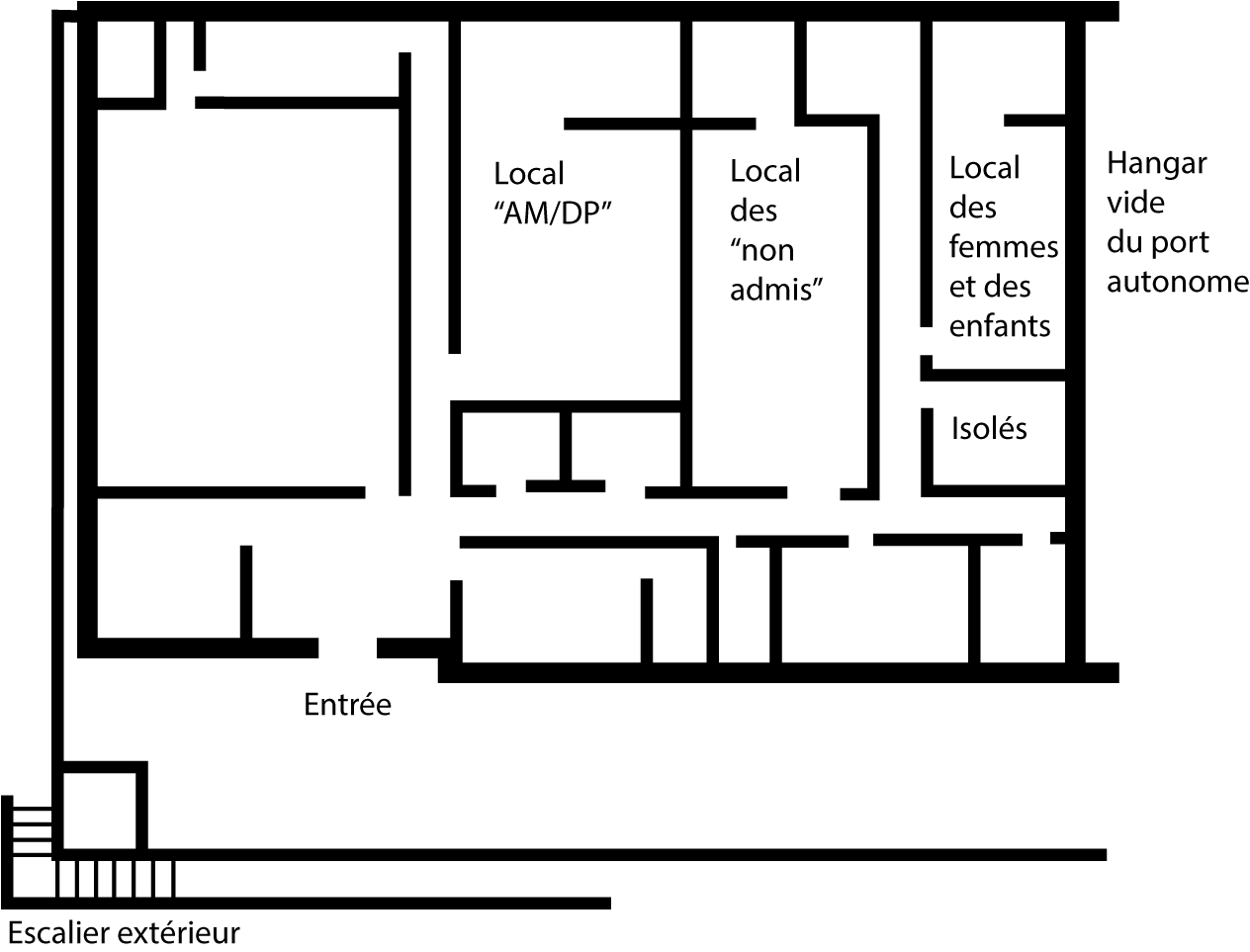
Plan du hangar,,. Alex Panzani identifie la grande salle comme étant celle « des Africains ».

Les personnes retenues à Arenc ne peuvent pas faire appel de la décision d'expulsion, ni contacter un avocat. Les conditions d'enfermement sont éprouvantes : les locaux sont vétustes et le chauffage intermittent, le centre n'est pas équipé de douches,,,. Le repas consiste en deux œufs durs, une ration de fromage, une tranche de pain, et une boîte de sardines, que plusieurs détenus ont utilisée pour tenter de se suicider,,. En 1969, une grève de la faim est réprimée par l'expulsion des « meneurs ». Les locaux sont divisés en trois dortoirs principaux, permettant d'enfermer les « AM/DP » (ressortissants tombant sous le coup d'un arrêté ministériel ou d'une décision préfectorale), les femmes et enfants, les « non-admis » (refoulés dès leur entrée sur le territoire) ; un petit local est réservé pour l'isolement.
L'association Aide aux travailleurs d'outre-mer (ATOM), à laquelle la préfecture a confié la gestion de plusieurs centres sociaux d’accueil à Marseille,,,, prend en charge le linge et le nettoyage des dortoirs.
Selon un communiqué du ministère de l’Intérieur daté du 22 avril 1975, 3 299 personnes avaient été retenues à Arenc en 1974,.

## Printemps 1975: le scandale éclate
L'affaire d'Arenc éclate avec la révélation de l'enlèvement par la police de Mohamed Chérif. Il s'agit d'un ressortissant marocain, sympathisant du MTA, installé à Marseille en situation régulière (muni d'une carte de séjour) et employé comme pêcheur,,. Il avait porté plainte en août 1974 pour avoir été brutalisé dans les locaux du consulat marocain, et, au cours de l'audience civile, avait été menacé d'expulsion vers le Maroc par un attaché du consul. L'année suivante, le 11 avril 1975, Mohamed Chérif se rend à une convocation à la préfecture et disparaît,,. Ses amis alertent Sixte Ugolini, également responsable local du syndicat des avocats de France (SAF), et l'informent de l'existence d'un centre de détention clandestin proche de la gare maritime d'Arenc.
Le 15 avril 1975, un autre client de Sixte Ugolini, Saïd Bennia, né en 1956 à Marseille et de nationalité algérienne, est interpellé par la police alors qu'il aurait dû sortir libre du tribunal qui venait de le juger. Ses parents suivent le fourgon de police qui les mène jusqu'à l'entrée du centre d'Arenc, où il est enfermé,,.
Le 16 avril 1975, sans nouvelles de Mohamed Chérif, qui n'a pas été présenté au parquet au terme de la durée légale d'une éventuelle garde à vue, Sixte Ugolini convoque la presse pour dénoncer ce qu'il appelle un enlèvement,,,. Selon le journaliste Alex Panzani, les « milieux immigrés » connaissaient bien l'existence de ce centre, et l'historien Ed Naylor estime que l'étonnement de Sixte Ugolini au moment de sa conférence de presse pourrait avoir été feint, dans une démarche de mise en scène médiatique de l'affaire.
De fait, le retentissement de la conférence de presse entraîne la libération en urgence de Mohamed Chérif. Il se trouve alors à Sète, où son embarquement vers le Maroc est imminent, et de retour à Marseille il raconte à son avocat par l'intermédiaire d'un interprète qu'on lui a fait signer des documents qu'il ne comprenait pas, avant de l'enfermer dans un hangar, :

« Le 11 avril, je me suis rendu à la convocation de la police, dans un bureau du premier étage. Un policier a téléphoné à deux reprises et j'ai reconnu le mot « préfecture » qui revenait souvent. Puis il m'a dit : « Tu retournes dans ton pays. Il faut signer ce papier. » Je ne lis pas le français. J'ai demandé le sens, mais le policier m'a dit : « Il faut que tu signes, c'est légal. » J'ai signé. Et j'ai attendu. Une heure et demie après, j'ai été conduit en fourgon dans un hangar de La Joliette. J'y suis resté six jours. Dans ce hangar aux fenêtres grillagées, il y avait cinquante à soixante personnes, dont deux femmes. On couchait sur des lits superposés. Nous étions gardés par six à sept policiers en uniforme. Le 16 avril, à 13 heures, on m'a conduit en fourgon au commissariat de Sète avec cinq autres Marocains qui devaient être expulsés comme moi à bord du cargo Agadir. Vers 21 h 30, les policiers sont venus chercher mes compagnons. Ils m'ont laissé. Mais, vers 22 heures, on m'a dit : « Toi, tu peux partir à Marseille, tu es libre… »

Saïd Bennia est lui aussi libéré le 16 avril « par ordre de la préfecture de police », comme l'indique la mention en marge de son nom dans le registre des entrées du centre d'Arenc.
Des photographies publiées dans La Marseillaise le 19 avril 1975 apportent la preuve de l'activité d'enfermement dans le hangar, et l'affaire prend alors une tournure nationale,. Le 22 avril 1975, le ministère de l'Intérieur cherche à éteindre la polémique en niant l'existence d'un centre clandestin : il décrit Arenc comme un « centre de transit » existant en toute légalité depuis 1964, et « hébergeant » les personnes refoulées à l'entrée en France, les ressortissants étrangers faisant l'objet d'une décision administrative d'expulsion, et les étrangers en situation irrégulière,. Ni Mohamed Chérif ni Saïd Bennia ne sont pourtant concernés par ces critères. Un « collectif contre la prison d'Arenc » est formé à Marseille. L'existence d'un autre centre de détention controversé est dévoilée à Paris.
Un autre résident marseillais, Salah Berrebouh, est expulsé vers l'Algérie et ainsi empêché de se présenter à une convocation du tribunal ; mais de retour en France, il expose devant le juge les circonstances de son refoulement,, et porte plainte contre X pour arrestation illégale, séquestration arbitraire et atteinte à la liberté ; il sort libre,,. Il sera débouté en décembre 1978.

Fin avril 1975, en oubliant la réglementation sur la garde à vue, le ministre de l'intérieur Michel Poniatowski justifie l'existence du centre :

« Il n'y a ni mystère ni drame (…) C'est un centre d'hébergement provisoire où sont accueillies les personnes étrangères qui font l'objet d'un refoulement. Ce qu'il y a, et c'est pourquoi j'ai pris des dispositions d'ouverture de crédits supplémentaires, c'est que les conditions d'hébergement étaient insuffisantes. »

 Le garde des sceaux Jean Lecanuet indique quant à lui le 30 avril 1975 devant l'Assemblée nationale qu'« il n'y a en France aucun centre de détention », seulement un « centre de transit qui n'a aucun caractère clandestin », mais élude la question du député communiste des Bouches-du-Rhône Paul Cermolacce : « Pourquoi le parquet a-t-il ouvert une instruction ? ». Le secrétaire d'Etat Paul Dijoud justifie l'existence le 6 mai, car ce « centre de transit connu de tous » est selon lui, et « indispensable » pour lutter contre l'immigration irrégulière. Le syndicat de la magistrature estime au contraire que ce centre est d'une « illégalité totale (…) aggravée par la clandestinité » et exige en vain sa fermeture,.
Le 5 mai 1975, un ressortissant camerounais, Gustave Essaka, détenu presque un mois dans le centre sans avoir fait l'objet d'un mandat d'arrêt ni d'une condamnation, expulsé et revenu à Marseille, porte plainte lui aussi,. La prétendue légalité de la rétention est à nouveau mise en cause quand un détenu espagnol, Enrico Fernandez Rodriguez, admis dans la zone réservée aux détenus de l'hôpital de la Conception le 17 mai après s'être blessé en tentant de s'évader, est transféré à la salle principale sur décision du parquet qui n'a pas connaissance d'un contrôle judiciaire le concernant,,. Rodriguez ressort libre de l'hôpital.
Le 29 mai 1975, faisant suite aux plaintes pour séquestration, le juge Locques perquisitionne le centre à la satisfaction du Syndicat des avocats de France,. Juste avant son arrivée, les gardiens ont reçu l'ordre de libérer une famille avec six enfants. Le juge Locques estime que les plaintes semblent fondées, mais le parquet d'Aix-en-Provence demande un non-lieu. L'affaire est transmise en 1977 à la Chambre criminelle de la Cour de Cassation, qui met en cause le Préfet de Police de Marseille. Les fonctionnaires de l’Intérieur ne peuvent plus nier l’existence d’Arenc, et tentent d'encadrer la pratique en publiant une circulaire le 21 novembre 1977, puis un décret en décembre 1978. Les parties civiles seront finalement déboutées le 14 novembre 1978,.
Le 14 juin 1975, une manifestation « pour la fermeture immédiate de la prison d'Arenc et l'inculpation des responsables » rassemble un millier de personnes à Marseille selon le Comité pour la fermeture de la prison d'Arenc qui l'organise (550 selon la police),. La contestation faiblit pendant l'été 1975, mais elle est relancée en septembre à la sortie du livre Une prison clandestine de la police française, Arenc d'Alex Panzani, un journaliste de La Marseillaise impliqué dans l'enquête.

## 1977 - 1981: à la recherche de bases légales
À l'Assemblée nationale le 24 novembre 1976, en réponse au député communiste Paul Cermolacce, le ministre de l'Intérieur Michel Poniatowski, explique que le centre d'Arenc est une alternative humaine à la prison : « En vertu de l'article 120 du code pénal nous pourrions les mettre en maison d'arrêt. Pour que leurs conditions ne soient pas trop pénibles nous les envoyons au centre d’hébergement d'Arenc »,.
Le gouvernement Barre tente de donner une base juridique a posteriori à cette pratique par la circulaire du 21 novembre 1977, prévoyant la fin de l'utilisation du centre d'Arenc, remplacé par un enfermement dans « un établissement pénitentiaire pendant une durée ne pouvant excéder sept jours », mais la circulaire est annulée par le Conseil d'État pour une question de forme,. Le 9 décembre 1978, le gouvernement publie un décret selon lequel la rétention est limitée au « temps strictement nécessaire à l’exécution effective de l'expulsion »,. La mobilisation se poursuit dans la rue à Marseille.
Début 1979, le ministre de l'Intérieur Christian Bonnet annonce une loi sur la rétention administrative, qui prévoit la possibilité d’une détention pendant une durée maximale de 7 jours, prolongeable seulement sur décision judiciaire. Le projet est très contesté par des juristes et sur les bancs de l'Assemblée nationale et du Sénat. Le député de l'opposition Raymond Forni invoque l’article 66 de la Constitution (« nul ne peut être arbitrairement détenu ») et déclare : « l’article 3 du projet de loi qui n’a d’autre objet que de légaliser l’arbitraire pratiqué dans des centres comme celui d’Arenc, permet la détention d’étrangers auxquels est refusée l’autorisation d’entrer ou de séjourner sur le territoire français ». La loi est invalidée par le conseil constitutionnel dans une décision du 9 janvier 1980, au motif que « la liberté individuelle ne peut être tenue pour sauvegardée que si le juge intervient dans le plus court délai », mais le maintien des rétentions est justifié par le décret du 9 décembre 1978.
Une loi est finalement proposée par Gaston Defferre et adoptée le 29 octobre 1981 après l'élection de François Mitterrand. Cette légalisation de la rétention est le résultat paradoxal de l'activité militante en opposition à Arenc.
En 1999, Sixte Ugolini commente le durcissement continu de la législation sur la rétention depuis la découverte d'Arenc par le public :

« La France n’a fait que légaliser cette situation de non-droit, et, pour les étrangers, rien n’a changé. L’interprétation du droit qu’on leur applique reste le reflet de notre société et de la xénophobie qui la caractérise. »

## Épilogue

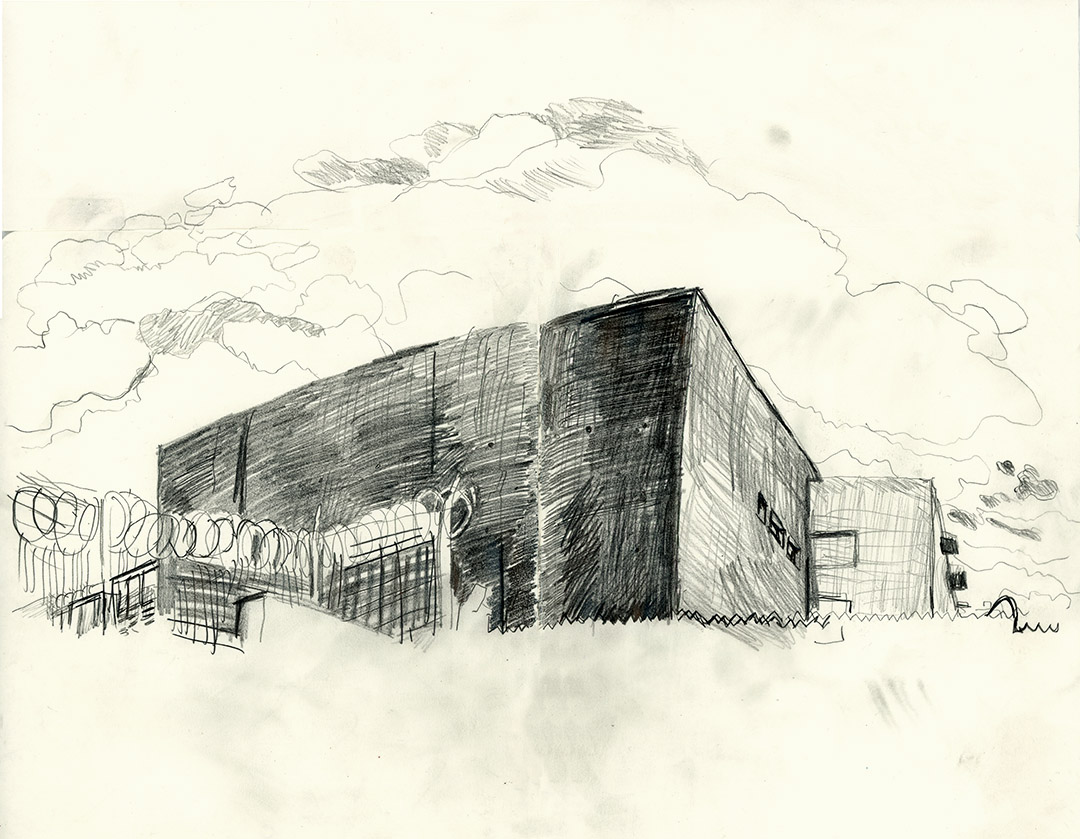
Le centre de rétention du Canet.

La vétusté et le délabrement du hangar d'Arenc sont dénoncés par le Comité européen pour la prévention de la torture, qui documente dans un rapport accablant en 1996 « l’étendue de la détérioration des conditions de séjour » dans le centre, et dans un rapport du Conseil de l'Europe en 2006,. Il reste en fonction jusqu'en 2006. À cette date il est remplacé dans l'indifférence générale par un bâtiment dans le quartier du Canet, dans le 14e arrondissement ; le Contrôleur général des lieux de privation de liberté constate dès l'ouverture de ce nouveau centre que les « conditions d’hébergement [y] sont indignes ».
Le hangar d'Arenc est démoli en 2007 ou 2009. Son emplacement est devenu un parking pour les véhicules poids lourds sur les quais du port. En 2013, dans le cadre de Marseille-Provence 2013, un hangar voisin (le J1) accueille une grande exposition sur la Méditerranée et « le commencement d'un voyage aléatoire »  [sic], qui ne fait aucune référence à l'affaire.
En 43 ans, environ 100 000 personnes ont été retenues à Arenc, y compris de très jeunes enfants,. Selon Mediapart, Saïd Bennia, le jeune né à Marseille et embarqué par la police en avril 1975, a été enfermé à Arenc et expulsé à 15 reprises, la dernière fois en 2000, avant d'être hospitalisé en psychiatrie,.
Les archives du centre, déposées en 2007, seront consultables aux archives départementales des Bouches-du-Rhône en 2057.

### Documentaires
- Olivier Bertrand, Un hangar sur le port (Ina, France TV et Al Jazeera) diffusé le 4 octobre 2025 à 21h45 sur France 3 ViaStella, puis en replay[56]. Diffusion nationale  prévue sur La Chaîne parlementaire à partir d’avril 2025[7].
- Adrien Morat, « Hangar d’Arenc à Marseille : le scandale des centres de rétention » [audio], sur France Inter, 20 mai 2025.